# Międzynarodowe Stowarzyszenie Surfingu
Międzynarodowe Stowarzyszenie Surfingu (ang. International Surfing Association, skrót ISA) – międzynarodowa organizacja pozarządowa, zrzeszająca 101 narodowych federacji surfingu.

## Historia
Federacja została założona w 1964 roku w jako International Surfing Federation (ISF). W 1973 roku zmieniła nazwę na International Surfing Association.

## Członkostwo
- ARISF
- GAISF
- IWGA

## Mistrzostwa świata
- Open Division World Championships (od 1964 roku).
- Junior World Championships (od 1980 roku).
- Masters World Championships (od 2007 roku).
- Stand Up Paddle World Championship (od 2011 roku).